# 박윤경 (가수)
박윤경(1970년 8월 28일 ~ )은 대한민국의 가수 겸 기업인이다.
현재 거주지는 경기도 가평군이다.

## 생애
박윤경은 1970년 8월 28일 군산에서 태어나 군산영광여자고등학교에 재학 당시 모친 심영진과 친분이 두터웠던 작곡가 임종수와의 만남으로 4년간 연습생으로 지내게 되었다. 이후 대학에 진학하고 1989년, 제10회 MBC 강변가요제에 출전하여 입상하고 그 다음해 1990년에 제4회 MBC 신인가요제에 출전하여 가창상과 대상을 한꺼번에 휩쓸었다. 이를 계기로 1991년에 가수로 데뷔하게 되었다.
데뷔 당시 트로트곡 〈부초〉가 인기를 끌었다. 그리고 〈아버지〉도 함께 인기를 얻었다. 데뷔와 동시에 톱 가수로 성장하게 되면서, 일약 스타덤에 올라 전국에 박윤경이라는 이름을 알리기 시작하였다. 1995년 박윤경은 본격적으로 〈알리바이〉라는 경쾌한 리듬의 곡으로 두 번째 음반을 성공으로 이끌었다. 당시 대표적인 음악프로그램 《열린음악회》에 출연하여 가창력을 인정받고 대중들에게 각광받았다.
1996년 3집 음반을 발표하였으나 그다지 주목을 받지 못하였다. 이후 4집을 거쳐 1999년에 5집 음반을 발표하였다. 그 음반의 타이틀곡이자 신나는 성향의 트로트곡 〈두리두리〉가 전파를 타기 시작하면서 박윤경은 또 한번의 전성기를 구가하게 되었다. 2002년, 6집 앨범까지 히트시키며 트로트 가수의 맥을 이어나갔다.
끊임없이 꾸준히 활동해오다가 지난 2006년 7월 21일에 위암 수술을 받았다. 당시 박윤경은 암이 많이 전이돼 4시간에 걸쳐 위의 80%를 절제하는 대수술을 받았다. 이후 약 3개월 간 휴식을 갖게 되었다. 2008년 3월 3일에 8집 앨범을 발표하고 다시 가수로 복직하였다. 8집 타이틀곡 〈1,2,3,4〉는 추가열이 작곡, 작사한 곡으로 한 여성이 일생에 단 한번 만난 사랑에서 느낀 행복을 노래한 내용이다. 최근에는 5년 3개월 만에 9집 앨범 《도도한 여자》로 컴백했고 가수활동 외에는 화장품과 건강기능식품 사업에만 매진하고 있다

## 학력
- 군산영광여자고등학교 졸업
- 청주대학교 연극영화학과 졸업

## 경력
- 경기방송 DJ

## 데뷔
- 1991년 1집 앨범 "부초"

## 음반
- 1991년 1집 - 부초
- 1995년 2집 - 보세요
- 1996년 3집 - 연인
- 1998년 4집 - 슬픈 행복
- 1999년 5집 - 두리두리
- 2002년 6집 - 꼭! 한번만
- 2005년 7집 - 오래 오래
- 2008년 8집 - 1.2.3.4
- 2013년 9집 - 도도한 여자
- 2018년 정규 - Victory 평창

## 가족 관계
- 배우자 : 마이킹 (1978년 8월 20일 ~ )
- 오빠 : 박찬

## 수상
- 1989년 제10회 MBC 강변가요제 입상
- 1990년 MBC 신인가요제 대상 수상, 가창상
- 1991년 고복수가요제 신인상
- 1996년 남인수가요제 모범 가수상